# Ammodytoides leptus
Ammodytoides leptus är en fiskart som beskrevs av Collette och Randall 2000. Ammodytoides leptus ingår i släktet Ammodytoides och familjen tobisfiskar. Inga underarter finns listade i Catalogue of Life.